# Rumex anisotyloides
Rumex anisotyloides är en slideväxtart som beskrevs av G.P. Sumnevicz. Rumex anisotyloides ingår i släktet skräppor, och familjen slideväxter. Inga underarter finns listade i Catalogue of Life.